# ليزلي ميلز
ليزلي ميلز (14 يوليو 1914 - 27 فبراير 2000) (بالإنجليزية: Leslie Mills)‏ هو لاعب كريكت أسترالي.

## وصلات خارجية
- ليزلي ميلز على موقع إي آس بي آن كريك إنفو (الإنجليزية)